# Pokolj u Teznom
Pokolj u Teznom označava pokolj koji su počinili pripadnici 17. divizije 3. Jugoslavenske armije u razdoblju od 19. do 26. svibnja 1945. godine u Teznom. Bez suđenja su masovno ubijali civile i vojnike ustaških, domobranskih, i u manjem broju četničkih i njemačkih postrojbi. Prema nekim procjenama, ondje je ubijeno 15.000 - 20.000 ratnih zarobljenika, uglavnom Hrvata. Do grobnice se došlo godine 1999. tijekom iskopa kod gradnje autoceste na Teznom. Na 70 metara dužine nakadašnjeg protutenkovskog rova, tada je pronađeno 1.179 kostura. Analizama je utvrđeno da većina kostura i nađenih predmeta pripada muškarcima, zarobljenim vojnicima Hrvatskih oružanih snaga (NDH) koje je u svibnju 1945. godine na tom mjestu pobila jugoslavenska vojska.
Sondiranjem je utvrđeno da su ostaci žrtava pokopani na 791 metara rova, slijedom čega se procjenjuje da je broj žrtava barem 15.000. Zarobljenicima su ruke vezali žicom, te su ih dovozili kamionima iz sabirnih logora oko Maribora. Sve su ih likvidirali vatrenim oružjem iz neposredne blizine, a nakon likvidacija, pripadnici jugoslavenske vojske žrtve posipali su vapnom, a kad je nestalo vapna – katranom. Prama voditelju istraživanja, profesoru pofijesti na Filozofskom fakultetu u Ljubljani Mitji Ferencu, nalogodavac zločina bio je najuži jugoslavenski državni i vojni vrh. Pokolj je neposredno organizirala OZNA Treće jugoslavenske armije, a egzekutori su bili pripadnici 15. majevičke brigade.
2012. godine su najviši tadašnji hrvatski politički dužnosnici - predsjednik Republike Ivo Josipović, predsjednik vlade Zoran Milanović i predsjednik Hrvatskoga Sabora Boris Šprem -  vijenac i poklonili se žrtvama hrvatskih građana ubijenih u Teznom u svibnju 1945. 2015. godina se žrtavama Teznog poklonila i tadašnja predsjednica Republike Hrvatske Kolinda Grabar-Kitarović.
Tezno je jedna od oko 600 masovnih grobnica do sada obilježenih na području Slovenije.  Prema članu komisije slovenske vlade za rješavanje problema prikrivenih grobnica Dr. Mitji Ferencu, na čitavom području Slovenije likvidirano je oko 100.000 Hrvata i 14.000 Slovenaca.
Do danas od strane hrvatskog pravosuđa nisu pokrenute istrage, optužnice ili sudski postupci protiv odgovornih osoba i zločinaca koji žive u Republici Hrvatskoj.
Spomen područje se nalazi kod groblja pokopališče Dobrava u blizini Maribora.

## Vanjske poveznice
- Mitja Ferenc: Tezno – najveće prikriveno grobište u Sloveniji O istraživanju grobišta u protutenkovskom rovu u Teznom (Maribor), ČSP
- Članak u Jutarnjem listu: Tezno je najveća masovna grobnica Hrvata  Arhivirana inačica izvorne stranice od 3. prosinca 2007. (Wayback Machine)
- AMAC o genocidu u Teznom  Arhivirana inačica izvorne stranice od 30. svibnja 2009. (Wayback Machine)
- Kaznena prijava ratnog zločina u Teznom 1945.[neaktivna poveznica] (stranica nedostupna)
- Vinko Nikolić
- Lokacija na zemljovidu  Arhivirana inačica izvorne stranice od 9. svibnja 2020. (Wayback Machine)
- Službena stranica
- HIC Hrvatski centar za istaživanje zločina komunizma  Arhivirana inačica izvorne stranice od 5. ožujka 2016. (Wayback Machine)